# Crash du B-24 de Władysław Sikorski
L’accident du B-24 à Gibraltar en 1943 entraîna la mort de quelque seize personnes, dont le général Władysław Sikorski. Sikorski était le commandant en chef de l'armée polonaise et le premier ministre du gouvernement polonais en exil. Le Liberator II de Sikorski s’abîma au large de Gibraltar presque immédiatement après le décollage, le pilote de l'avion étant le seul survivant. Bien que cet écrasement fut considéré comme un accident, une controverse sur la mort de Sikorski débuta en raison du contexte politique.

## Contexte
Pour de multiples raisons liées aux conséquences du pacte germano-soviétique, les relations entre l’Union soviétique et la Pologne étaient d’autant plus tendues qu’après 1941 avait été révélé le massacre de Katyń, où plus de 20 000 militaires polonais avaient été exécutés par le NKVD en 1940 (mais que l’URSS attribuait à l’Allemagne nazie). Bien que, par pragmatisme, le général Władysław Sikorski fut ouvert à une certaine normalisation des relations polono-soviétiques, le général Władysław Anders y était farouchement opposé tant que l’URSS ne reconnaîtrait pas ses responsabilités. Pour remonter le moral des troupes, Sikorski entama une tournée d’inspection des forces polonaises stationnées au Moyen-Orient en mai 1943, tendant vers les affaires politiques lorsque c’était nécessaire.

## Accident
Le 4 juillet 1943, alors que Sikorski retournait à Londres après avoir inspecté les forces polonaises déployées au Moyen-Orient, son avion, un Consolidated B-24 Liberator de la Royal Air Force, numéro de série (en) AL523, mis en œuvre par l’escadron n°511 de la RAF (en), s’écrasa en mer 16 secondes après son décollage de l’aéroport de Gibraltar à 23h07,,.
Le Liberator II était un modèle LB-30 construit comme un avion transport non armé et opéré par l’escadron no 511 du RAF Transport Command sur les vols entre le Royaume-Uni et Gibraltar.
En 1972, le pilote, le lieutenant Eduard Prchal, décrivit les événements : « J’avais reçu le feu vert de la tour et nous avions commencé notre décollage. J’ai tiré sur le manche et l'avion avait commencé à monter. Quand j’étais à 150 pieds, j’ai poussé le manche de l’avion en avant pour gagner de la vitesse. Soudain, j’ai découvert que je n’étais pas en mesure de tirer sur le manche. Le mécanisme était bloqué ou verrouillé ». L'avion perdit ensuite rapidement de l'altitude. Prchal ferma les quatre manettes et avertit les autres à travers l’interphone « Attention, écrasement ». L'avion s’est abîmé en mer.
Sikorski, sa fille, Tadeusz Klimecki (en) (son chef d'état-major), et huit autres passagers furent tués. Alors que le nombre officiel de ceux qui ont péri était de onze personnes, le nombre exact de passagers n’est pas connu. Sur les six membres d’équipage à bord, seul Prchal survécut,.

## Passagers et équipage
Le seul survivant de l’accident fut le pilote, le lieutenant Eduard Prchal, un des six membres d’équipage de l’avion. Les onze passagers tués étaient :
- Colonel Victor Cazalet - député conservateur de Chippenham, officier de liaison britannique avec les forces polonaises[6]
- Jan Gralewski - un courrier de l’Armia Krajowa[7],[8]
- Major général Tadeusz Klimecki (en) - chef d'état-major général de l'armée polonaise (en)[2]
- Adam Kułakowski - adjudant de Sikorski[7]
- Zofia Leśniowska - fille et secrétaire de Sikorski[1],[2]
- Walter Heathcote Lock - représentant du ministère des Transports dans le golfe Persique[6],[9].
- Colonel Andrzej Marecki (en) - chef des opérations de l'Armée polonaise[2]
- Adjudant télégraphiste Harry Pinder, Royal Navy - chef de la station de communication de la Marine royale britannique à Alexandrie[6],[9],[10]
- Lieutenant Józef Ponikiewski (pl), de la marine polonaise qui était l'adjoint de Sikorski[2]
- Général Władysław Sikorski - commandant en chef de l'armée polonaise et premier ministre du gouvernement polonais en exil[1]
- Brigadier John Percival Whiteley - député conservateur de Buckingham[6],[9],[11]

## Conséquences
Le corps de Sikorski fut recueilli par le destroyer de la marine polonaise, l’ORP Orkan, et transporté en Grande-Bretagne. Il fut ensuite enterré dans une fosse bordée de briques au cimetière militaire polonais à Newark-on-Trent, en Angleterre, le 16 juillet de cette année. Winston Churchill prononça un éloge à ses funérailles. Les corps de sa fille, des quatre autres passagers et de l’équipage restèrent introuvables et la présence de sa fille à bord entra d’ailleurs dans le champ de la controverse. Quoi qu’il en soit, la mort de Sikorski marqua un effondrement de l’influence polonaise parmi les alliés anglo-américains : il avait été le plus prestigieux chef du gouvernement polonais en exil à Londres, et ce fut un grave revers pour la cause polonaise.

## Enquête sur l’écrasement et controverse
Une commission d’enquête britannique fut convoquée le 7 juillet 1943, sur l’ordre du maréchal de l’air Sir John Slessor en date du 5 juillet 1943. Le 25 juillet 1943, la Cour conclut que l’accident avait été causé par le « blocage des gouvernes » qui avait rendu l’avion incontrôlable après le décollage. Le rapport notait qu’« il n'avait pas été possible de déterminer comment le blocage s’était produit » mais qu’un sabotage était néanmoins exclu. Slessor ne fut pas satisfait du rapport et le 28 juillet ordonna à la cour de poursuivre son enquête pour savoir, tout d’abord, si les gouvernes étaient bien bloquées ou non, et si elles l’étaient, de déterminer pour quelle raison. En dépit d’une enquête plus approfondie, la cour ne put répondre aux doutes de Slessor. Le gouvernement polonais refusa d’approuver ce rapport en raison des contradictions qui y étaient mentionnées, et de l’absence de résultats concluants.
Le contexte politique de l'événement, couplé avec diverses circonstances curieuses, donna immédiatement lieu à des soupçons au sujet de la mort de Sikorski, l’accident pouvant résulter d’un complot soviétique, britannique, ou les deux, ou même polonais,,,,. Certaines sources modernes notent que l’accident n’est pas entièrement expliqué : par exemple Jerzy Jan Lerski dans son « Dictionnaire historique de la Pologne » (Historical Dictionary of Poland - 1996), à l'entrée « Gibraltar, Catastrophe de », note qu’« il y a plusieurs théories expliquant l’événement, mais le mystère n’a jamais été totalement résolu ». Cependant, que Roman Wapiński (en) écrivit dans son entrée biographique sur Sikorski dans le Dictionnaire biographique polonais en 1997, qu’aucune preuve concluante d’acte répréhensible n’a été trouvée, et que la cause officielle de la mort de Sikorski est accidentelle.
En 2008, Sikorski fut exhumé et ses restes furent examinés par des scientifiques polonais, qui en 2009, conclurent qu’il était mort de blessures compatibles avec un accident d’avion, et qu’il n’y avait pas de preuve que Sikorski avait été assassiné, excluant les théories selon lesquelles il aurait été abattu ou étranglé avant l'écrasement. Cependant, ils n’excluaient pas la possibilité d’un sabotage de l’avion, hypothèse qui est encore étudiée par l'Institut polonais de la mémoire nationale,,. L’enquête se poursuivait encore en 2012 mais le fait que certains documents de l’époque soient encore classifiés ne facilite pas l’éclaircissement de la question.
En 2012, Jerzy Zięborak passa en revue la preuve recueillie par la commission d’enquête en 1943 ainsi que d’autres documents disponibles à cette date. Sa conclusion fut que l’accident avait résulté d’une combinaison de facteurs. Tout d’abord, l’aéronef était surchargé et son centre de gravité se situait au-delà de la limite permise. Deuxièmement, la vitesse de l’avion au décollage était trop faible en raison de ce poids excessif. Enfin, le pilote automatique avait été activé juste après le décollage, contrairement à ce que prévoyait le manuel de vol, et qui causa un effet similaire au grippage des gouvernes comme noté par le copilote. Une preuve fut trouvée que le pilote survivant Eduard Prchal, exerçait effectivement les fonctions du copilote pendant le décollage, ce qu’il n’avait pas dit au moment de l'enquête. 
Jerzy Zięborak rejeta l’opinion du général MacFarlane selon lequel l’état mental de Prchal pendant le décollage était la raison de l’accident. Il compara ensuite l’article de Prchal, écrit dix ans après, avec les documents relatifs à l'écrasement. Il s’avéra que non seulement Prchal avait décrit faussement l’accident, mais qu’il avait oublié certains détails qu'il avait mentionnés lors de ses rencontres avec les pilotes. Les différences portaient même sur le type de ses propres blessures mentionnées dans l’article et celles rapportés dans l’examen médical après l’accident. L’auteur se demanda comment il était possible que Prchal ait complètement pu oublier ces détails de l’accident, ainsi que le nombre de victimes. La raison de ces différences, à savoir si Prchal avait menti délibérément dans son article ou s’il souffrait d’une sorte d’amnésie partielle à la suite de ses blessures, ne fut pas discutée. Cependant, Jerzy Zięborak pense que Prchal avait menti sur le sujet du gilet de sauvetage.
Malgré les lacunes du rapport, les résultats des enquêtes de la cour furent finalement entérinés. L’auteur conclut que ce fut une solution opportune pour les gouvernements Alliés, que les détails de la procédure de vol impliquant des personnalités ne soient pas publiés dans le rapport de la commission pendant la guerre.

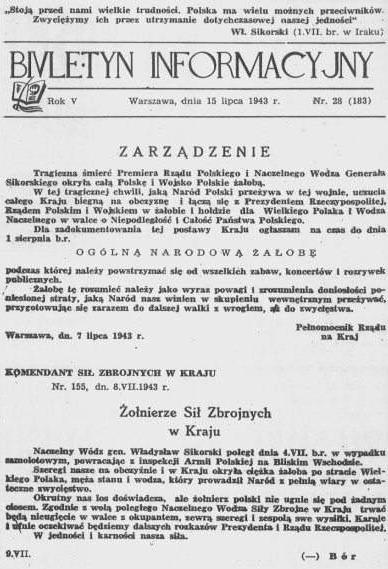
Biuletyn Informacyjny (en) du 15 juillet 1943 informant de la mort du général Władysław Sikorski et de l'ordre pour une journée de deuil national.
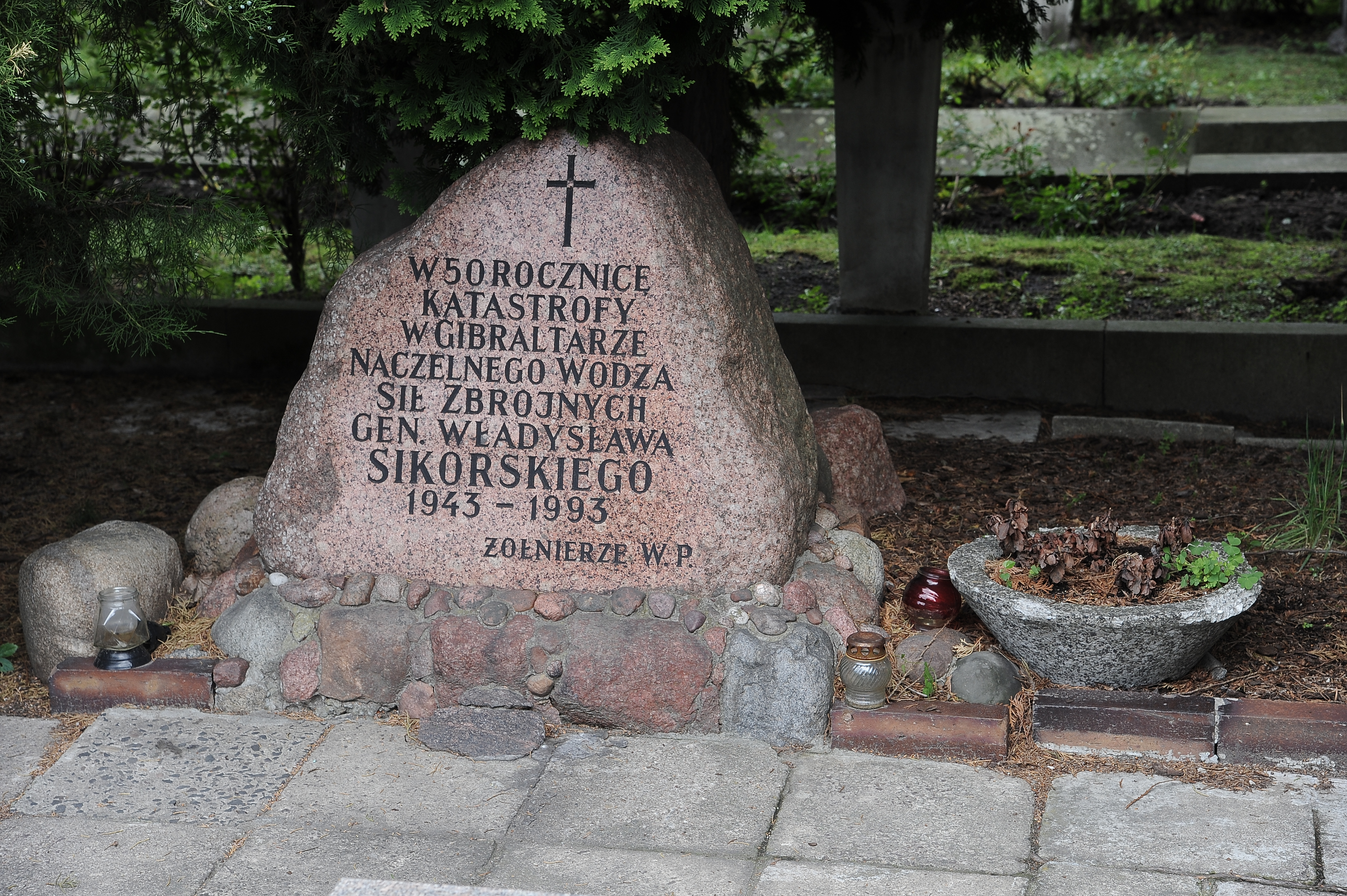
Une pierre commémorative pour le 50e anniversaire de l'accident aérien de 1943 à Gibraltar au cimetière militaire de Powązki.
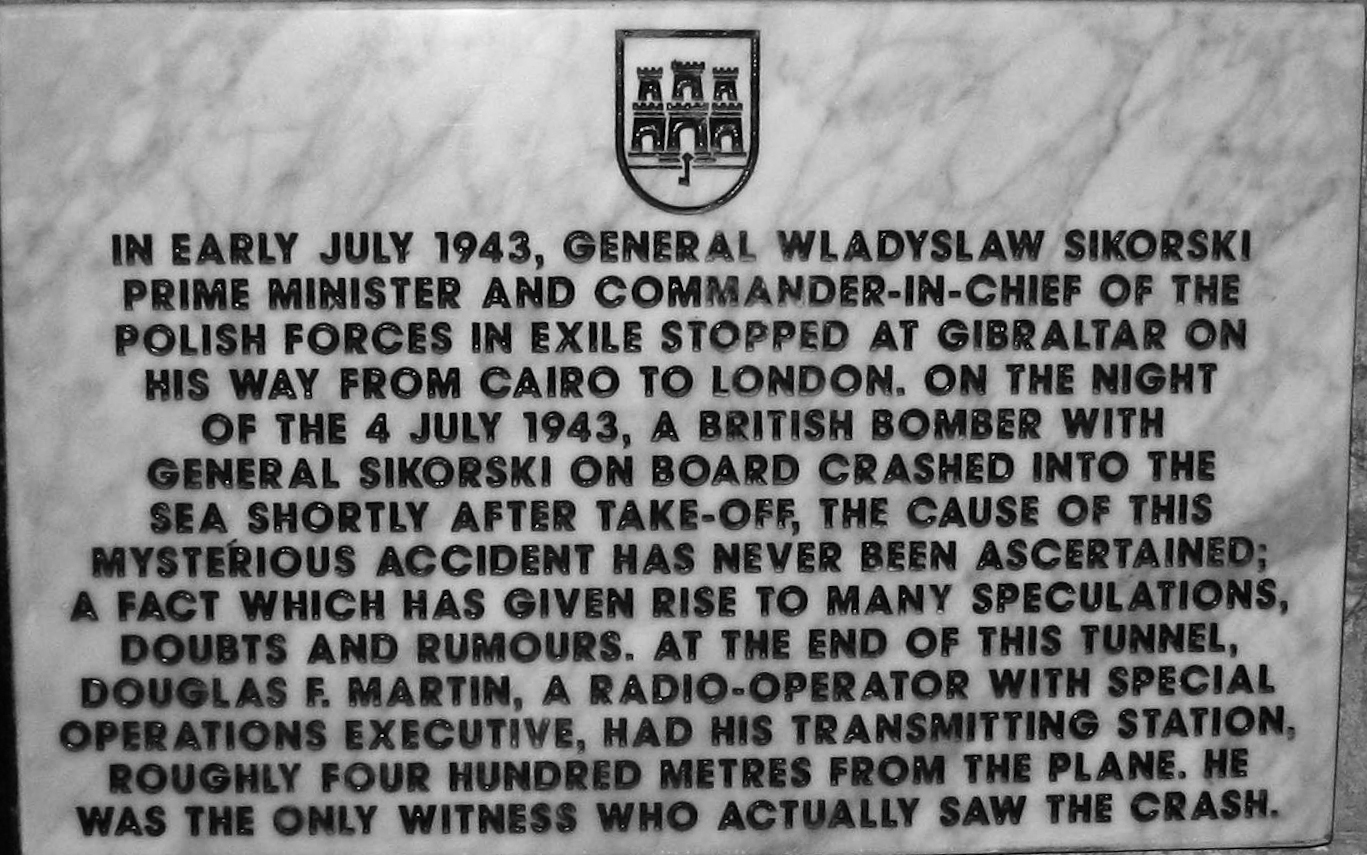
Plaque commémorative dédiée à Sikorski située à l'extrémité des Tunnels du Grand Siège (en) à Gibraltar

## Au Cinéma
Le crash de l'avion du Général Sikorski figure dans un film britannique de 1958)  (l'ennemi silencieux) retraçant de façon romancée la vie du Commander Lionel Crabb et les raids italiens d'hommes grenouilles sur Gibraltar à partir de l'épave du pétrolier Olterra, échoué dans la partie espagnole de la rade de Gibraltar et transformé en base secrète pour commandos de nageurs de combat.
Si Lionel Crabb, à l'époque le plus performant des plongeurs autonomes britanniques, a bien participé à la récupération des cadavres et des documents dans l'épave de l'avion, les séquences du film montrant un combat au poignard de plongeur entre hommes grenouilles anglais et italiens pour s'approprier un dossier diplomatique polonais secret relève de la licence artistique… et inspirera un autre film où figurent des nageurs de combat: le bien plus célèbre Opération Tonnerre un opus de la série James Bond, avec Sean Connery et l'actrice française Claudine Auger.

## Pour approfondir
- (en) Jan Bartelski, Disasters in the Air : Mysterious Air Disasters Explained, Crowood Press, Limited, 1er mars 2001, 295 p. (ISBN 978-1-84037-204-5, lire en ligne), « Is the Gibraltar Disaster a Real Mystery? »
- (en) David John Cawdell Irving, Accident : the death of General Sikorski, Kimber, 1967 (lire en ligne)
- (pl) Tadeusz A. Kisielewski, Gibraltar'43 : jak zginął generał Sikorski, Świat Książki – Bertelsmann Media, 2007, 352 p. (ISBN 978-83-247-0850-5, lire en ligne)
- Dead Men's Secrets the Mysterious Death of General Sikorski: History Channel DVD, ASIN: B0007V0YCQ
- (pl) Jerzy Zięborak, Studium katastrofy Liberatora AL523 : Gibraltar 1943, Wydawnictwa Naukowe Instytutu Lotnictwa, 2012, 400 p. (ISBN 978-83-63539-03-0, lire en ligne)

- (en) Cet article est partiellement ou en totalité issu de l’article de Wikipédia en anglais intitulé « 1943 Gibraltar B-24 crash » (voir la liste des auteurs).